# Липко, Пётр Иванович
Петр Иванович Липко (1876 — 1930) — генерал-хорунжий армии УНР. Георгиевский кавалер.

## Биография
Родился в 1876 Бирюч (Воронежская губерния) в украинской семье.
Учился в Воронежской учительской семинарии, но вскоре выбрал военную карьеру.
С 1899 учился в Тифлисском пехотно-юнкерском училище. С 1911 в академии Генерального штаба. Служил в 3-м запасном стрелковом батальоне, 108-го пехотного Саратовского полка (в Ковно), а затем 17-го пехотного Архангелогородского полка. Участвовал в русско-японской войне и Первой мировой войне.
В 1917 участвовал в украинизации русских военных частей. С декабря 1917 командир 10-го украинизированного корпуса на Румынском фронте. В 1918 старшина Армии УНР, служит в штабе 1-го Волынского корпуса. В 1918 во время Гетманщины командовал 2-й пешей дивизией, которая находилась в Киеве.
Во времена Директории с января 1919 года начальник штаба Черниговской группы Армии УНР, а с февраля — начальник разведывательного управления Генштаба. В июле 1919 председатель военной миссии, которая проводила переговоры с Польшей о совместных действиях против большевистской России.
С мая 1920 начальник штаба Армии УНР. Уволен с должности по собственному желанию в марте 1921 года.
5 октября 1920 получил воинское звание генерал-хорунжий.
С ноября в 1920 года находится среди интернированных частей украинской армии в лагерях Польши. В октябре 1922 г. выехал в СССР, работал землемером. В семье родился сын Вадим.
Неоднократно отказывался от предложений сотрудничать с ОГПУ. В ходе обыска в 1930 г. у него было обнаружено письмо к Горькому с критикой советской власти, в результате чего 27 февраля 1930 г. он был приговорён к расстрелу и казнён через несколько дней.
Реабилитирован в августе 1989 года Черниговской прокуратурой.

## Награды
- Орден Святого Георгия 4 степени (30 декабря 1915)[3]